# Nikolaï Souetine

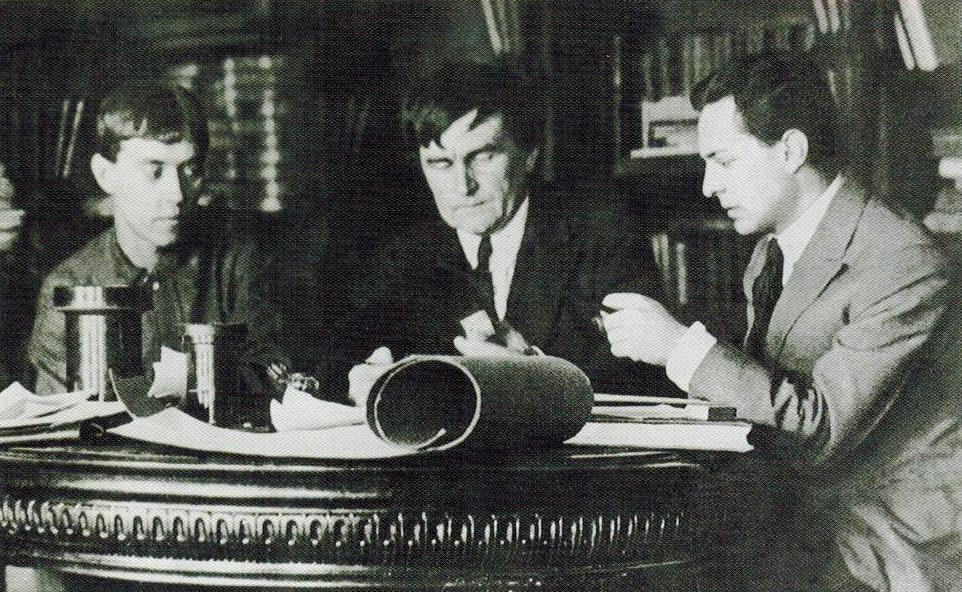
De gauche à droite : Nikolaï Souetine, Kasimir Malevich et Ilya Chazhnik en 1923 à Petrograd.

Nikolaï Souetine (en russe : Николай Суетин), né le 25 octobre 1897 (6 novembre dans le calendrier grégorien) à Miatlevskaya (Oblast de Kalouga) et mort le 22 janvier 1954 à Leningrad (aujourd'hui Saint-Pétersbourg), est un artiste, designer industriel et graphique russe.

## Biographie
Nikolaï Souetine naît le 25 octobre 1897 à Miatlevskaya (Oblast de Kalouga).
Il est pendant la première moitié de sa carrière professionnelle, étroitement associé aux formes abstraites et avant-gardistes de la peinture suprématiste qui avaient émergé dans les années précédant immédiatement la Révolution russe de 1917. Nikolaï Souetine étudie à l'Institut d'art de Vitebsk entre 1918 et 1922, rejoignant le groupe progressiste UNOVIS en 1919. Fondé par l'artiste Kasimir Malevitch, UNOVIS a cherché à forger une alliance entre les beaux-arts et les produits utilitaires, tendances qui se sont également reflétées dans les débats du constructivisme russe. Nikolaï Souetine travaille ensuite avec Malevich sur des projets architecturaux suprématistes et applique également les principes suprématistes à ses décorations en céramique pour l'usine de porcelaine de l'État (Lomonosov) à Leningrad. Il expose un service à thé suprématiste à l'Exposition des Arts Décoratifs et Industriels de Paris en 1925 mais, en 1932, lorsqu'il devient designer en chef à la Manufacture de Porcelaine, son travail reflète les formes de décoration plus traditionnelles qui sont en accord avec le régime totalitaire stalinien.
Nikolaï Souetine meurt le 22 janvier 1954 à Leningrad (aujourd'hui Saint-Pétersbourg).